# Waite

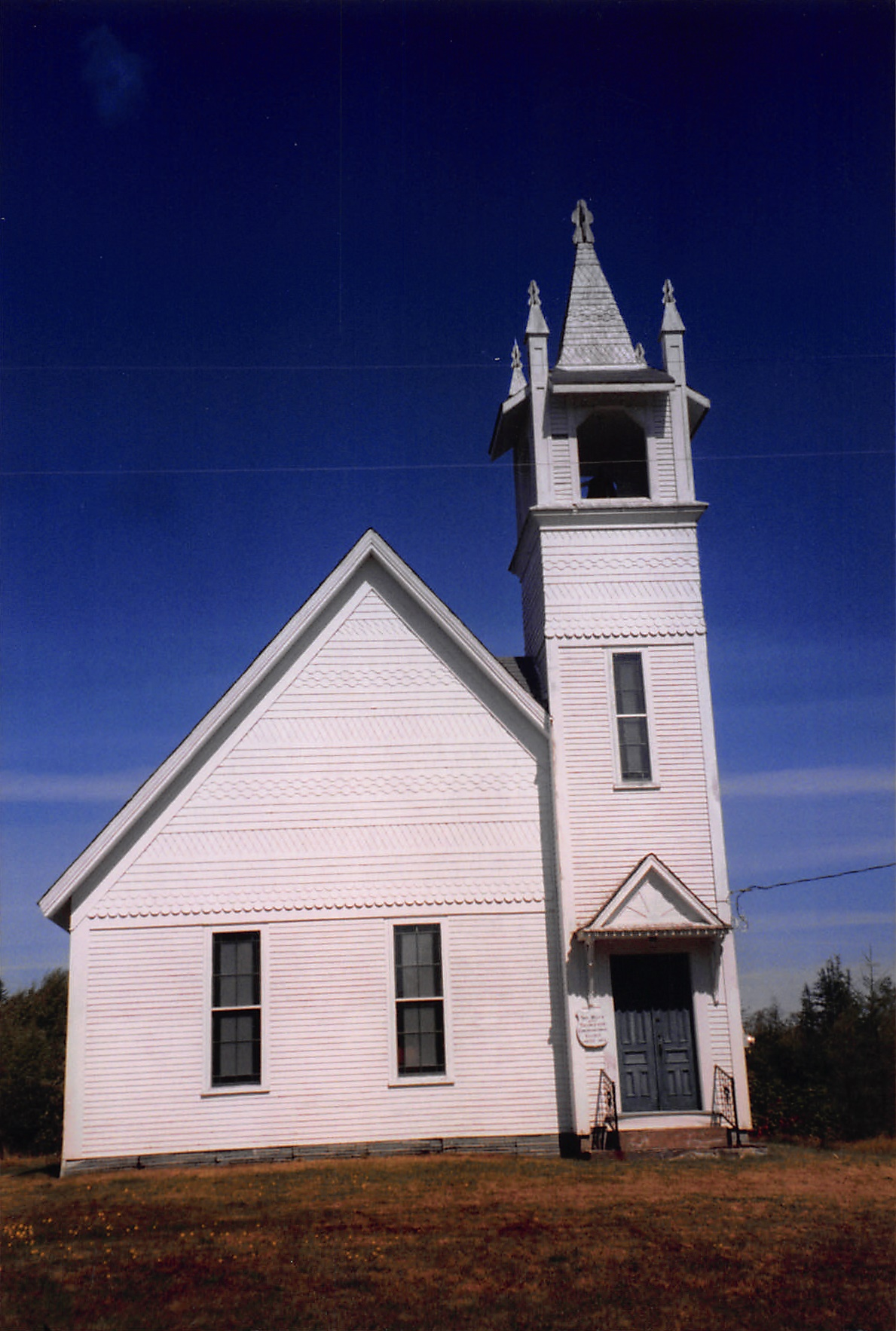
Església de Waite.

Waite és una població dels Estats Units a l'estat de Maine (EUA). Segons el cens del 2000 tenia 105 habitants.

## Demografia
Segons el cens del 2000, Waite tenia 105 habitants, 49 habitatges, i 32 famílies. La densitat de població era de 0,9 habitants/km².
Dels 49 habitatges en un 22,4% hi vivien nens de menys de 18 anys, en un 59,2% hi vivien parelles casades, en un 4,1% dones solteres, i en un 32,7% no eren unitats familiars. En el 28,6% dels habitatges hi vivien persones soles el 8,2% de les quals corresponia a persones de 65 anys o més que vivien soles. El nombre mitjà de persones vivint en cada habitatge era de 2,14 i el nombre mitjà de persones que vivien en cada família era de 2,61.
Per edats la població es repartia de la següent manera: un 20% tenia menys de 18 anys, un 3,8% entre 18 i 24, un 31,4% entre 25 i 44, un 28,6% de 45 a 60 i un 16,2% 65 anys o més.
L'edat mediana era de 42 anys. Per cada 100 dones de 18 o més anys hi havia 95,3 homes.
La renda mediana per habitatge era de 35.417 $ i la renda mediana per família de 31.667 $. Els homes tenien una renda mediana de 48.438 $ mentre que les dones 37.917 $. La renda per capita de la població era de 17.618 $. Entorn del 15,8% de les famílies i l'11,7% de la població estaven per davall del llindar de pobresa.